# 張四教
張四教（1602年—1694年），字道一，號芹沚，山東济南莱芜人，清朝政治人物、進士出身。

## 生平
順治二年（1645年）舉乙酉科山東鄉試，順治三年（1646年）聯登丙戌科進士，歷任平陽府推官，后升任吏部考功司主事、兵部員外郎。此後擔任山西學政、陝西榆林道参議，之後致仕。王士祯的《居易录》中亦記載其瑣事。